# Opisthoscelis ruebsaameni
Opisthoscelis ruebsaameni är en insektsart som beskrevs av Karl Hermann Leonhard Lindinger 1943. Opisthoscelis ruebsaameni ingår i släktet Opisthoscelis och familjen filtsköldlöss. Inga underarter finns listade i Catalogue of Life.